# 마켄키
《마켄키!》(일본어: マケン姬っ!, 영어: Maken-Ki!)는 타케다 히로미츠가 그린 일본의 만화다. 2007년 6월부터 《드래곤 에이지 퓨어》(후지미 쇼보)에서 연재 개시. 이 잡지의 폐간에 따라 2009년 4월부터는 《월간 드래곤 에이지》(후지미 쇼보)로 이적하여 같은 해 5월호부터 2020년 3월호까지 연재되었다.
여학교에서 남녀공학으로 바뀐 학교가 실은 '마켄'이라는 특수한 능력을 지닌 무기를 사용할 수 있는 학생들을 양성하는 곳이었다는 설정을 가지고 시작하는 작품이라 한다. 어찌 보면, 일본 학원 러브코미디 장르 애니들에서 쉽게 찾아볼 수 있는 설정이나, 이 작품은 그런 기본 설정에 '마켄'이라는 장비를 이용해 다양한 특수능력을 사용한 학원배틀을 더해 다양한 패턴으로 등장하는 미소녀 캐릭터들이 보여 주는 화끈한 서비스씬으로 보는 이의 눈길을 사로잡고 있다.
작품인 <마켄키(マケン姬っ!)>는 그대로 해석하면, '마켄을 사용하는 아가씨'라는 의미가 되겠지만, 작중에 등장하는 교내 기구인 '마도검경기구(魔導檢警機構)'의 줄임말이기도 하기 때문에 동음이의어를 이용한 말장난이라고도 볼 수 있다.

## 등장인물
(*설명은 인터넷 및 애니 내용에 근거를 두고 저술되었음.)

### 주요 인물
오오야마 타케루(大山 タケル)
성우 - 마에노 토모아키
본 작품의 남자 주인공. 남녀공학으로 바뀐 텐비 학원에 입학한 신입생.(본인은 텐비 학원이 어떤 곳인지를 모르고 입학함.) 야한 것을 밝히고 믿음직스러운 구석이 없지만, 할 때는 해내는 열혈소년.
과거에 어머니가 싸움으로 돌아가신 것 때문에, 여자가 싸움을 한다는 것을 가만히 냅두지 못 하고 그 싸움을 제지하려는 행동을 보인다. 그래서 하루코의 제안으로, '마도검경기구'에 가입한다.
마켄 적성검사에서, 사용할 수 있는 적합한 마켄을 찾지 못 해 그의 능력이 무엇인지를 알 수 없었으나, 나중에 그의 능력이 '블러드 포인터(엘레멘트를 입으로 흡수해버리는 능력)'라는 무시무시한 능력을 갖고 있다는 게 밝혀진다.
아마야 하루카(天谷 春恋)
성우 - 시타야 노리코
본 작품의 첫 번째 메인 히로인으로, 타케루보다 연상이지만 어릴 적부터 친하게 지내 온 소꿉친구 사이. 문무양도, 가사 실력이 우수한 여학생으로, 학원에선 통생회 부회장 겸 마도검경부의 부장 겸 여자기숙사 사감직을 맡고 있다. 하지만 코다마와 이나호가 타케루의 방에 같이 지낸다고 해서 본인도 짐을 싸가지고 와 같이 거주중.
옛날부터 타케루를 좋아하고 있었으나, 지금은 그 마음을 제대로 표현하지 못 하고 있음.
현재 8대 마켄 중 하나인 '무라쿠모(검 형태를 띄고 있으며, '헤븐즈 게이트'라는 장치에 의해 봉인되어 있다가 감정 상태와 상대의 역량에 따라 봉인이 풀린다고 함.)'을 소유하고 있다.
쿠시야 이나호(櫛八 イナホ)
성우 - 노미즈 이오리
본 작품의 두 번째 메인 히로인으로, 타케루와 같은 텐비 학원 신입생. 자신을 타케루의 약혼자라 자처하고 있다.(과거 타케루와 만난 적이 있고 둘이 약속을 했는데, 이나호는 타케루의 신부가 되겠다고, 타케루는 이나호를 지켜주겠다는 내용이었음.) 약간 바보같은 면이 있지만 착한 심성을 가지고 있으며 과자를 매우 좋아한다. 그렇지만 귀여운 모습과 달리, 싸움 실력은 월등함. 현재 타케루의 방에 거주중.
마켄 '카무도'를 소유하고 있다.
히메가미 코다마(姬神 コダマ)
성우 - 야하기 사유리
본 작품의 세 번째 메인 히로인으로, 하루카와 같은 학년인 신비로운 분위기를 품기는 소녀. 새로 입학한 타케루와 우연한 사건으로 만나게 되고, 그에게 관심을 갖게 된다. 타케루의 능력과 학교에 대해 무언가 알고 있는 듯 하다. 식신들을 사역하고 있으며, 애니에서 나온 식신은 각각 개별의 능력을 가지고 있는 듯 하다.
약간 여왕님같은 성격을 지니고 있으며, 고스 계열의 옷들을 자주 입고 다닌다. 또한 빈약한 가슴에 대해 콤플렉스가 있으며 가슴이 큰 여자들을 약간 시기하는 듯 한 모습을 보인다. 현재 타케루의 방에 거주중.
마켄 '야시카니'를 소유하고 있으며,(애니에선, 마켄을 쓰는 걸 보지 못 함.)

### 텐비 학원
로쿠죠 미노리(六条実)
성우 - 미나
텐비 학원의 이사장 겸 체육교사. 호쾌한 성격으로 학생들과도 스스럼없이 지내고 있지만, 수업중엔 엄격하게 가르치고 있다. 그리고 과거엔 초대 '마켄키(마도검경기구의 줄인 말.)'의 멤버였다고 한다.
타가야시 겐(耕志 玄)
성우 - 이마루오카 아츠시
텐비 학원 졸업생이며, 미노리와 아키하고 친구이면서 초대 '마켄키' 멤버. 모조 마켄을 양산할 수 있는 능력을 갖고 있어, 학생들 개개인에게 맞는 모조 마켄을 만들어 주곤 한다.
니죠 아키(二条 秋)
성우 - 히라타 히토미
텐비학원의 보건교사 겸 '마켄키'의 고문을 맡고 있는 교사. 미노리와 마찬가지로 텐비 학원 졸업생으로, 초대 '마켄키'였기도 함. 섹시한 언행과 몸매 덕에 남학생들로부터 인기를 많이 얻고 있음.
아마토 토미카(雨渡 豊華)
성우 - 마츠오카 유키
타케루네 반의 담임 선생으로, 통생회의 회계를 맡고 있는 유카하곤 자매 사이.
우스이 켄고(碓 健悟)
성우 - 츠루오카 사토시
타케루와 같은 학년인 남학생으로, 검경부 소속. 타케루하곤 같은 반이기도 하며, 여러 면(특히 에로한 부분에서) 타케루랑 호흡이 잘 맞으면서도, 한편으론 3명의 미소녀와 같은 기숙사에서 지내는 타케루에 대한 질투심도 갖고 있다.
코다마에게 약간의 호감을 가지고 있으며, 마켄 '포인트맨'의 소유자이다.(애니에선, 마켄을 쓰는 게 나오지 않음.)
타카키 후란(高貴 楓蘭)
성우 - 고다 아야
통생회의 회장이며, 텐비 학원 3학년생. 이성적이며 남자를 싫어하는 성격이었으나, 임시교사로 들어온 '아카야'에게 반해 그를 좋아하게 됨.
시나츠 아즈키(志那津 アズキ)
성우 - 토가시 미스즈
텐비 학원 2학년생으로, 통생회 예하 마도집행부에 소속되어 있음. 혈기왕성한 무투파이며 소년같은 이미지를 지니고 있음. 양쪽 다리엔 마켄 '호크'를 장착하고 있으며, 신체 능력이 매우 우수한 편. 그래서 마켄의 랭크보다 전투력은 우월함.
그러나 의외로 귀여운 걸 좋아하며, 아르바이트로 메이드 카페에서 일하는 등 이면의 모습을 지니고 있음.
아카자 챠챠(藜 チャチャ)
성우 - 조우고 사에코
텐비 학원 2학년이며, 검경부 소속인 여학생. 까무잡잡한 피부에 사투리를 쓰는 활발한 성격을 지니고 있음. 키미하고 콤비 플레이를 하는 때가 많다고 한다.
마켄 '스켈콤플렉서(무기술의 질량, 크기를 자유자재로 조절이 가능.)'을 소유함.
사토 키미(砂藤 季美)
성우 - 미사토
텐비 학원 2학년이며, 통생회의 서기직을 맡고 있는 여학생. 부끄럼을 장 타며, 소설이나 동인지같은 걸 좋아함.
마켄 '타블렛 코믹스타(상상하고 그려낸 만화의 기호나 효과를 현실에 투영화할 수 있음.)'를 갖고 있음.
아마토 유카(雨渡 穰華)
성우 - 타카모리 나츠미
텐비 학원 2학년이며, 통생회의 회계를 맡고 있는 여학생. 언니인 토미카와 말투며 행동이 꽤 비슷함.
미나야 우루치(水屋 うるち)
성우 - 후루야 시즈카
텐비 학원 1학년이며, 마도집행부 소속. 하루코를 무척 좋아하기 때문에, 하루코와 함께 있을 때가 많은 타케루를 눈엣가시처럼 여김.
마켄 '페르세우스(빛의 형태를 띈 검을 날림.)'를 가지고 있다.

### Venus
고다이 아카야(古大 赤耶)
성우 - 야스무라 마코토
카미가리 예하 Venus부대를 이끌고 있는 대장. 텐비 학원에 자신의 부대원들을 데리고 들어와서 부대원들은 편입생으로, 자신은 임시 강사로 들어오게 된다.
초대 마켄키 멤버들하곤 친분이 사이로, 기품 있고 우아하게 행동하지만 어딘가 바람둥이 기질이 짙은 것처럼 보인다.
미디아 데미토라(ミディア・デミトラ)
성우 - 타나카 리에
Venus부대의 부대장을 맡고 있는 소녀. 워낙에 타고난 엘레멘트가 강해 마켄이 없이도 강한 전투력을 발휘한다. 실제 나이에 비해, 어른스럽게 보이며 감정을 겉으로 드러내지 않는 타입이다.
텐비 학원 2학년생으로 편입함.
양 밍(ヤン・ミン)
성우 - 아케사카 사토미
Venus부대의 대원. Pride가 강하며 텐비 학원의 학생들을 무시하는 듯 한 행동을 취하기 때문에 성질 급한 아즈키와 때때로 충돌하곤 한다.
중국식 억양의 말투가 특징이며, 부대 활동 이외엔 경찰 업무를 하는 듯 함.
텐비 학원 2학년생으로 편입함.
시리아 오오츠카(シリア 大塚)
성우 - 이세 마리야
Venus부대의 대원. 귀여운 외모와 그 외모에 안 어울리는 큰 가슴을 가졌으며(큰 가슴 때문에 코다마의 견제를 받게 됨), 어떤 사건을 계기로 타케루를 좋아하게 된다.
부대 활동 이외엔 아이돌 가수로도 활동하고 있다.
텐비 학원 1학년생으로 편입함.
미네르바 마사(ミネルバ・マーサ)
성우 - 사토 리나
Venus부대의 대원. 다른 대원들과 달리 눈을 감고 있는데, 이는 눈이 안 보여서가 아니라 워낙에 강한 힘을 제어하기 위해서이다. 전투력은 작중에서도 손꼽힐 정도이다.
하지만 꽤나 이성적인 모습을 보이며 평범한 여학생같은 삶을 꿈꾸는 듯 한 모습을 보이곤 한다.
텐비 학원 1학년생으로 편입함.
아이릴・릴 피니알(アイリル・リール・フィニアン)
성우 - 히다카 리나
Venus부대의 대원으로, 둘은 이란성 쌍둥이 자매. 금발이 아이릴, 흑발이 릴이라 함. 나이에 비해, 어려 보이고 체구도 작다.
텐비 학원 2학년생으로 편입함.